# Anne Briand
Anne Briand, född 2 juni 1968 i Mulhouse, är en fransk före detta skidskytt.
Briand blev olympisk silvermedaljör på 15 kilometer vid vinterspelen 1994 i Lillehammer.